# Едуард Уимпър
Едуард Уимпър (на английски: Edward Whymper; 27 април 1840 – 16 септември 1911) е английски алпинист, изследовател, писател и художник, известен най-вече с първото изкачване на Матерхорн през 1865 г. Той е сред първите покорители също на вулкана Чимборасо в Южна Америка и на редица върхове в масива Монблан: Егюи Верт, Гранд Жорас и Мон Долан. Автор е на книгата „Надпревара в Алпите“ (Scrambles Amongst the Alps, 1871 г.)

## Живот и характер
Роден е в Лондон в заможното семейство на гравьор върху дърво от Саутуарк. Получава частно образованиеи и в началото се включва в работата на баща си. Оказва се способен в това изкуство и в ръководството на бизнеса. През 1860 г. заминава за Швейцария, за да направи скици за книга за Алпите и моментално се влюбва в планината. По характер той е тъкмо човекът, който ще стане един ден герой на алпинизма - затворен, с малко приятели и с висок морал. Води дневник още като младеж, предпочита дългите разходки пред кръчмите и баровете. Не се интересува от момичета и неслучайно се жени чак на 65 години за 23-годишната Едит Люин. Семейният им живот не продължава дълго (той умира на 71 години) и не го отклонява от заниманията му с Алпите.

## Първи покорени върхове
През 1861 г. младият англичанин се впуска в делото на живота си - да покори колкото се може повече от алпийските първенци и едновременно с това да научи и разкаже на света за неповторимата красота на планината. Първият му връх е Пелву в Дофинийските Алпи - район още неизследван дори от френските учени. Следват много от гигантите в Монбланския масив - Егюи Аржантиер, Егюи Верт, Мон Долан, както и едно от връхчетата на Гранд Жорас, което днес носи неговото име (4184 м). През 1864 г. следва Бар дез Екрен (4102 м), който дотогава е бил най-високият връх на Франция. По това време е покорен и Гран Корние.

## Изкачването на Матерхорн
Докато постига тези успехи, Уимпър е завладян от мисълта за нещо, което в началото му се е струвало непостижимо - изкачването на Матерхорн. Тази внушителна пирамида, която се извисява на италианско-швейцарската граница в Пенинските Алпи, от известно време е мечта на всички европейски алпинисти. Уимпър и приятелят му - физика Джон Тиндъл - имат конкуренция в лицето на италианеца Жан-Антоан Карéл (роден във френско говорещия район Вале д'Аоста). По-рано спътник на Уимпър в някои от експедициите му, сега той решава да оглави собствена група, която акатува върха от Италия. Уимпър тръгва от Швейцария с няколко дни закъснение. Води шест души - трима англичани (лорд Френсис Дъглас, Чарлз Хъдзън и Дъглас Хедоу, повечето неопитни) и трима водачи (Мишел Кро от Шамони и баща и син Таугвалдер от Цермат). На 14 юли 1865 г. групата достига първа до върха и може да триумфира. За гледката от там Уимпър пише:
„Виждахме мрачни гори и живописни ливади, бучащи водопади и тихи езера, плодородни земи и недокоснати пущинаци, слънчеви равнини и сухи плата. Виждахме както груби, така и изящни очертания - отвесни зъбери се редуваха с плавни хълмове, скалисти и снежни планини - с остри куполи, игли, пирамиди, конуси... Имаше всяка комбинация, която светът може да предложи, и всеки контраст, който сърцето може да пожелае.“
На връщане обаче се случва една от най-големите трагедии в историята на алпинизма - Хадоу се подхлъзва и повлича останалите в пропастта. Само Уимпър и двамата Таугвалдер оцеляват. Въпреки шока след два дни успяват да се върнат в Цермат. Карéл също постига целта си, но закъснява с малко.

## Други постижения
През 1867 г. Уимпър организира експедиция в Гренландия, където събира колекция от фосили на изчезнали растения. След това с Жан-Антоан Карéл посещават Южна Америка. Изкачва Чимборасо (6267 м), прекарва една нощ на Котопахи, покорява за първи път още няколко върхове и вулкани. Той пръв предполага, че разреденият въздух на голяма височина е причината за световъртеж и слабост на планинарите. В началото на ХХ в. няколко пъти пътува из Скалистите планини в Канада. И тук прави първо изкачване на някои върхове, един от които днес се нарича Маунт Уимпър.
Умира в Шамони, където е погребан.